# Amurmaackia
Amurmaackia (Maackia amurensis), også skrevet Amur-Maackia, er et lille træ med en kort stamme og en svagt forgrenet krone. Den har sit navn fra Amur-regionen i det østlige Rusland, hvor den har hjemme.

## Beskrivelse
Barken er først grålig og tæt behåret, senere bliver den lysegrå, men uden hår. Gamle grene og stammer kan efterhånden få en gråbrun og skorpet bark. Knopperne sidder spredtstillet, og de er ægformede, olivengrønne og hårløse. Bladene er uligefinnede med ægformede, helrandede småblade. De er så tæt dækket af hår i løvspringet, at de er sølvgrå på det tidspunkt. Senere bliver de græsgrønne og næsten hårløse på begge sider. 
Blomstringen foregår i juli-august, hvor man finder blomsterne samlet i endestillede, oprette stande. De enkelte blomster er 5-tallige og uregelmæssige (i form og bygning som de enkelte kløverblomster) med hvide eller bleggrønne kronblade. Frugterne er lange, tynde bælge med nogle få frø.
Rodsystemet består af en kraftig pælerod og nogle få hovedrødder.
Højde x bredde og årlig tilvækst: 12 x 10 m (25 x 20 cm/år).

## Hjemsted
Amurmaackia har sin naturlige udbredelse i det russiske fjernøsten (Amur-regionen), Nordkina, Korea, Japan og Taiwan. Her findes den i skovstepper og tørre, åbne blandingsskove i fuld sol eller let skygge på en leret og svagt basisk jordbund. 
I de russiske områder på Shufanskoye højsletten (ca. 600–700 m højde) og på Lao-ye-ling-kædens forbjerge i det nordøstlige Kina findes blandede løvskove og steppeskove. Her vokser arten sammen med bl.a. amurkorktræ, amurvin, Corylus mandshurica (en art af hassel), Fraxinus mandshurica (en art af Ask), fuglekirsebær, guldgedeblad, hjertebladet avnbøg, japansk elm, japansk taks, kalopanax, kamæleonbusk, kinesisk schisandra, koreafyr, manchurisk valnød, monoløn, Quercus mongolica (en art af eg), Ribes maximoviczianum (en art fra Ribs-slægten), ribbet birk, rundbladet celaster, rådhusvin, Sorbus amurensis (en art af røn), stikkelbærkiwi samt Tilia amurensis og Tilia mandshurica (arter af lind)

## Varianter
- Maackia amurensis var. amurensis – den mest udbredte variant ("normaltypen")
- Maackia amurensis var. buergeri – med afrundede spidser på småbladene og behåret bladunderside (findes i Japan)[3]

| Portal | Portal:Botanik |